# Rain and Tears
Rain and Tears è un singolo del gruppo musicale greco Aphrodite's Child, pubblicato nel  1968 come estratto dall'album End of the World.

## Descrizione
La title track, scritta da Vangelis (autore delle musiche) e Boris Bergman (autore del testo), è un adattamento del Canone e giga in re maggiore per tre violini e basso continuo di Johann Pachelbel, composto alla fine del XVII secolo.
Il singolo, pubblicato su etichetta Mercury Records e prodotto da Perre Sberro, raggiunse il primo posto delle classifiche in Italia e il secondo in Belgio, Norvegia e Svizzera
In seguito il brano fu inciso anche da solista dalla voce della band, Demis Roussos e altri artisti hanno inciso un cover del brano. Il testo del brano è stato anche adattato in francese con il titolo Quelques larmes de pluie (incisa nel 1968 da Dalida) e in italiano con il titolo Lacrime e pioggia (con testo di Vito Pallavicini) (lanciata dai 'Quelli' ed interpretata anche da Dalida, 'Trolls', Armando Savini, Barbarella e Orchestra, Cenza, Rudy Rickson, Franco Battiato, Robot).
Si tratta di una canzone d'amore: il protagonista vive tra mille incertezze la propria storia d'amore e si augura che arrivi la pioggia (rain) affinché possa nascondere le sue lacrime (tears).

## Tracce
7" 1968, versione 1
1. Rain and Tears – 3:08 (testo: Boris Bergman – musica: Vangelis)
2. End of the World

7" 1968, versione 2
1. Rain and Tears – 3:08 (testo: Boris Bergman – musica: Vangelis)
2. Don't Try To Catch A River – 3:11

7" 1976/1979
1. Rain and Tears – 3:10
2. I Want to Live – 3:30

7" 1982
1. Rain and Tears – 3:13
2. Spring, Summer, Winter & Fall – 4:56

## Classifiche
| Classifica  | Posizione massima | Nr. di settimane |
| ----------- | ----------------- | ---------------- |
| Belgio      | 7                 | 13               |
| Germania    | 28                | 4                |
| Italia      | 1                 |                  |
| Norvegia    | 2                 | 10               |
| Paesi Bassi | 2                 | 10               |
| Svizzera    | 2                 | 13               |

## Cover
Una cover del brano è stata incisa dai seguenti artisti:
- 1966 - Cenza, singolo in italiano (Ri-Fi - RFN NP 16309)
- 1968 - I Quelli, singolo in italiano (Dischi Ricordi – SRL 10-525); album del 1969 Quelli  (Dischi Ricordi – SMRP 9053)
- 1968 - Caravelli album Comment te dire (A man without love) (CBS – S 63425)
- 1968 - Franck Pourcel, singolo (Capitol Records – 72558); album The Importance of Your Love (Columbia Records – TWO 222)
- 1968 - I Trolls, singolo in italiano (Combo Record – H.P. 8009); compilation Parata di successi) (Combo Record – LP 20095)
- 1968 - Armando Savini, singolo in italiano (Philips, 363729 PF)
- 1968 - Barbarella, singolo in italiano (Tipico – MA 9715)
- 1968 - Le Grand Orchestre de Paul Mauriat, singolo uscito in Giappone (Philips – SFL-1188); album La Gran Orquesta de Paul Mauriat (Philips – 844 735 BY)
- 1968 - Dalida, singolo in italiano (Barclay -	BN 7031); album del 1969 Dalida canta in italiano (Barclay - 80 396)
- 1968 - Dalida, singolo in francese intitolato Quelques larmes de pluie (Barclay -	61019); album Dalida (Barclay -	80378)
- 1969 - Os Impossíveis, album Missão sucesso (Beverly – BLP 80906)
- 1982 - Franco Battiato, versione in italiano intitolata Lacrime e pioggia nell'album Franco Battiato
- 1987 - R O B O T album Cantando cantando (Five Record – FM 13605)
- 1995 - Papa Winnie versione reggae EP (MCA Records – MCD 32920); album All of my Heart (MCA Records – MCD 70016)
- 2002 - Spagna, singolo (B&G Entertainment – BG 6502SG); album Woman (B&G Entertainment – BG 2002 MC)
- 2008 - Jean Racine compilation Chantent 68 (EMI Music France – 5099922913029)